# Never Enough (album av Patty Smyth)
Never Enough är Patty Smyths första studioalbum. Det utgavs 1987. 

## Låtlista
1. "Never Enough" (Rob Hyman/David Kagan/Eric Bazilian/Rick Chertoff/Patty Smyth) – 4:15
2. "Downtown Train" (Tom Waits) – 5:05
3. "Give It Time" (Hyman/Kagan) – 4:17
4. "Call To Heaven" (Tony Clarkin) – 5:06
5. "The River Cried" (Billy Steinberg/Tom Kelly) – 4:16
6. "Isn't It Enough" (Danny Wilde/Nick Trevisick) – 4:22
7. "Sue Lee" (Willie Nile/Chertoff) – 3:48
8. "Tough Love" (Nick Gilder/Duane Hitchings) – 4:54
9. "Heartache Heard 'Round the World" (Hyman/Bazilian/Chertoff/Smyth) – 4:54

## Medverkande
- Patty Smyth – sång

Bidragande musiker
- Ellison Chase, John Leffler, Kasim Sulton, Rory Dodd, Eric Troyer, Andy King, William Wittman, Todd Angello – sång
- Eric Bazilian – gitarr, keyboard
- Rick DiFonzo, Keith Mack, William Wittman, Tommy Conwell – gitarr
- Rob Hyman, Ralph Schuckett, Richard Termini, Peter Wood – keyboard
- Neil Jason – basgitarr
- Anton Fig – trummor, percussion
- Ray Spiegel – tabla
- David Sanborn – saxofon
- Magic Dick – munspel

## Listplaceringar
| Lista (1987) | Topplacering |
| ------------ | ------------ |
| USA          | 66           |